# 完颜思烈
完颜思烈（？—1233年），金朝末年将领，南阳郡王完颜襄之子，女真人。
完颜思烈知书史，从五六岁入宫充奉御，得宠，人称自在奉御。金宣宗时，权臣纥石烈执中专权跋扈，他哭着跪抱宣宗的腿膝劝谏杀死执中。由提点近侍局任都点检。天兴元年（1232年），权参知政事。汴京被围困，金哀宗求和，蒙古军退兵。参知政事赤盏合喜主张庆贺，他认为城下之盟，是国耻，力阻庆贺。领十余万大军入洛阳，在邓州行省事。奉诏会武仙救援汴京。蒙古兵以其子在城下诱降，他不从。次年，崔立以汴京投降蒙古帝国，完颜思烈忧虑成疾而死。

## 传記資料
- 《金史》 列传第四十九